# Tjeerd Ackema
Tjeerd Ackema, född 2 juli 1929 i Amsterdam, död 15 september 2017, var en nederländsk-svensk konstnär.
Ackema, som var son till tapetserarmästare Jacobus Ackema och Elisabeth Faber, studerade vid grafisk skola i Amsterdam 1945–1947, konstfackskola där 1948–1949, vid Konstakademien i Haag 1950 och vid Riksakademien för bildande konst i Amsterdam 1951. Han var frilanstecknare 1952–1962 och var konstnärlig rådgivare vid Förlagshuset Norden AB i Malmö från 1962. Han höll separatutställning i Malmö 1957 samt deltog i samlingsutställningar i Malmö och Lund. Han illustrerade Sydsvenskans söndagsbilaga. Han blev svensk medborgare 1965.